# ATC kód M09
ATC kód M09 Jiná léčiva pro léčbu poruch muskuloskeletárního systému je hlavní terapeutická skupina anatomické skupiny M. Muskuloskeletální systém.

## M09A Jiná léčiva pro poruchy muskuloskeletálního systému

### M09AA Chinin a deriváty
M09AA01 Hydrochinin
M09AA72 Chinin, kombinace s psycholeptiky

### M09AB Enzymy
M09AB01 Chymopapain
M09AB02 Kolagenasa clostridium histolyticum
M09AB03 Bromelainy
M09AB52 Trypsin, kombinace

### M09AX Jiná léčiva pro poruchy muskuloskeletálního systému
M09AX01 Kyselina hyaluronová
M09AX02 Chondrocyty, autologní
M09AX03 Ataluren
M09AX04 Drisapersen
M09AX05 Kyselina aceneuramová
M09AX06 Eteplirsen
M09AX07 Nusinersen

## Poznámka
- Registrované léčivé přípravky na území České republiky.
- Informační zdroj: Státní ústav pro kontrolu léčiv, Všeobecná zdravotní pojišťovna.